# Entenwick

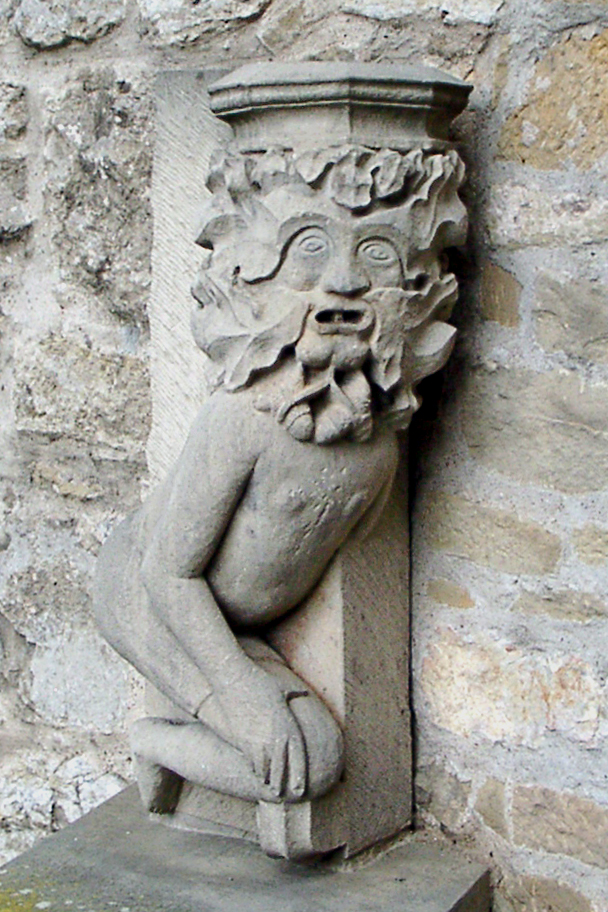
Darstellung des Entenwick am Schloss Sachsenheim.

Entenwick oder Klopferle ist der Name eines Kobolds, der mit dem Schicksal der Familie von Sachsenheim verbunden ist, auf deren Schloss er auch gewohnt haben soll.
Es heißt, dass er ein aus dem Himmel verstoßener Engel sei und eine Vogelstimme habe. Er hatte sich aber nicht versündigt wie die anderen Gefallenen und hoffte so, dass ihm Gnade gewährt würde. So versteckte er sich mehr denn tausend Jahre in einem Grashalm im Moor und wartete auf eine sich bietende Gelegenheit. Schließlich kam er einem Diener hinterherfolgend nach Sachsenheim, wo er, der Zimmerischen Chronik zufolge, sich auch sehr nützlich machte:
Alle dienstbarkaiten und was im schloß zu thuon gewest, das hat er ganz williglichen, so im ds befolchen worden, verricht. Er hat den Leuten vorgezündt mit liechter, kartenspill und anders, was er gehaißen worden, gebracht. Solchs hat man im Luft sehen daher geen und niemands, der das getragen, sehen künden. Keiner hat ine nie greifen künden. So bald er in ain gemach kommen, hat er gleich anfanhen zu reden; da er aber schon stillgeschwigen, hat man doch gemerkt, das er vorhanden, an dem, das mertails denen, so in selbigem gemach, der attem etwas hat kürzer wellen werden. Alle gebett, was man ime vorgesprochen, das hat er nachgesagt, auch den glauben und das vatterunser, ohne die wort, und füer uns nit in böse versuchung, sondern erlös uns von allem übel!' die hat er geschwigen und nit sagen wellen.
Er wird als fürchterlich anzusehen beschrieben, so wollte einst der Herr Reinhard von Sachsenheim den Kobold einmal sehen und obwohl der Geist ablehnte, drängte der Herr ihn, bis er ihm seinen Arm zeigte:
Der war mit langen spitzen am ellenbogen und duch auß, die finger aber an der handt auch spitzig und greulich und die farb so erschrockenlich, mit ploe und blutfarb und gelen spreckln also vermischt, das ich von dem edelman selbs gehört, das er all sein tag ellender und greuslicher anblick nie gesehen hab.
Als der Herr Reinhard auf Drängen seiner Freunde alsbald den gräßlichen, aber dennoch hilfsbereiten, Geist beschwören und bannen ließ, verhängte dieser einen Fluch über das Geschlecht der Sachsenheim, der das Ende der Familie bedeuten sollte. Bereits kurz darauf brannte das gesamte Anwesen vollständig nieder:
Und nit allain ist das schloß Sachsenhaim, darvon die edelleut iren stammen und namen, verbrunen, als ain warhaftigs präsagium und ain vorbott künftigs übels, sonder auch das uralt geschlecht ist in wenig jaren abgestorben, welches doch bei unsern vorfarn in hochem ansehen gewesen, und hat fürnem leut in der ritterschaft und allen adellichen sachen gehapt.